# Johannes Göderitz

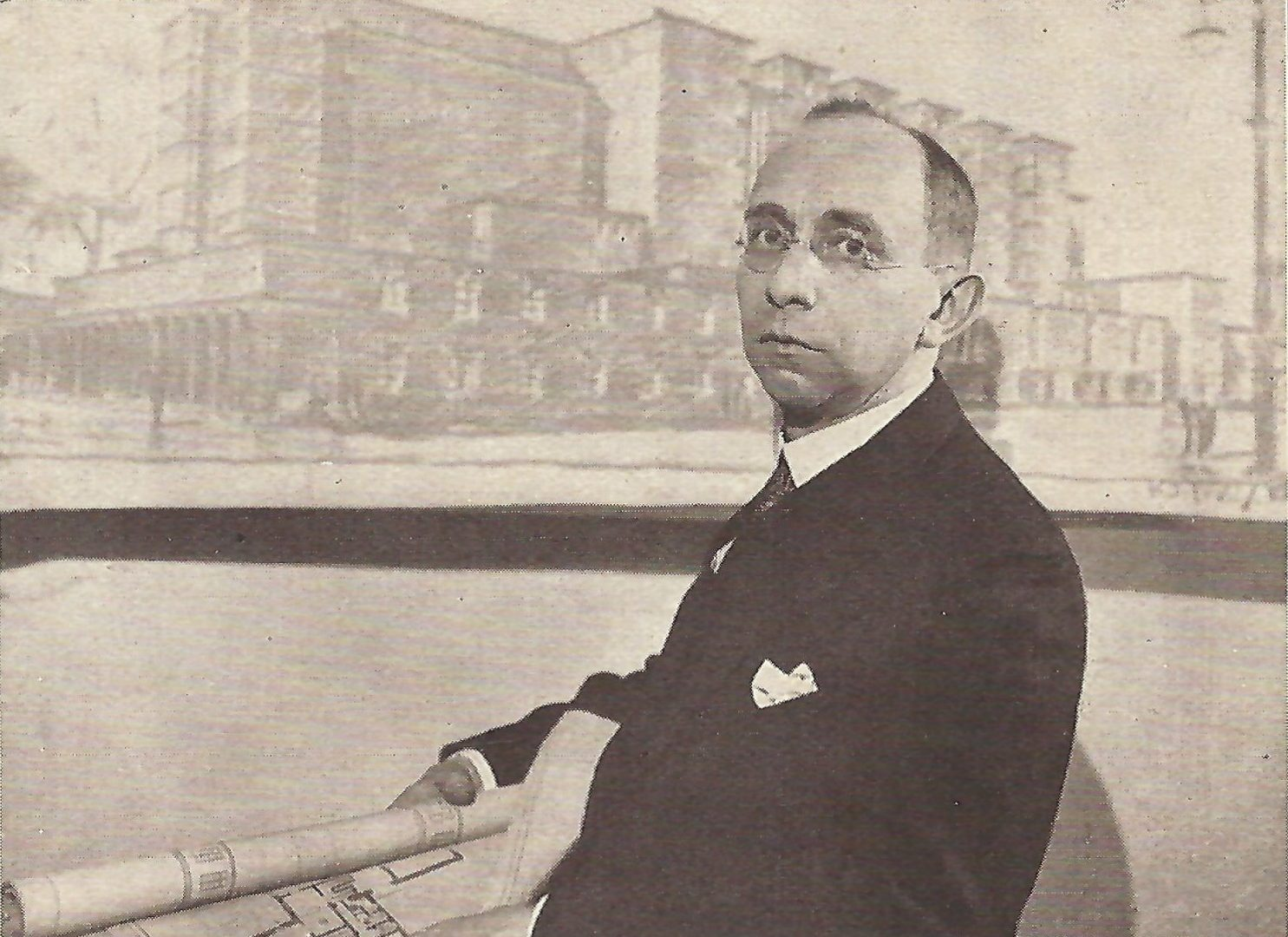
Johannes Göderitz, 1927

Johannes Göderitz (vollständiger Name: Johannes Gustav Ludwig Göderitz; * 24. Mai 1888 in Ramsin; † 27. März 1978 in Braunlage) war ein deutscher Architekt, Stadtplaner, Baubeamter und Hochschullehrer.

## Leben
Johannes Göderitz, Sohn eines Bergwerkdirektors, besuchte zwischen 1899 und 1908 Gymnasien in Halle (Saale) und Wittenberg. Anschließend ging er nach Berlin und studierte an der Technischen Hochschule Charlottenburg neun Semester Architektur.
Seine berufliche Laufbahn begann als Regierungsbauführer (Referendar) bei der Oberpostdirektion Berlin. Nach Tätigkeiten in der Militärbauverwaltung und bei der Bezirksregierung Potsdam wurde er von 1914 bis 1918 zum Kriegsdienst eingezogen. Beim Einsatz an der Westfront zog er sich eine Verwundung zu.
Nach Kriegsende kehrte Göderitz nach Berlin zurück und war dort zunächst beim Oberpräsidium als Regierungsbaumeister (Assessor) beschäftigt. Auf Veranlassung des Magdeburger Stadtbaurats Bruno Taut trat Göderitz 1921 in den Dienst der Stadt Magdeburg und war zunächst Mitarbeiter im Arbeitsstab Tauts. 1923 wurde er zum Magistratsbaurat ernannt und war verantwortlich für die städtische Hochbauverwaltung.
In Zusammenarbeit mit Konrad Rühl und Gerhard Gauger entwarf Göderitz 1924 eine Wohnsiedlung an der Magdeburger Großen Diesdorfer Straße (heute „Hermann-Beims-Siedlung“ in Stadtfeld West). Am 5. Januar 1927 wurde der Grundstein für die Magdeburger Stadthalle gelegt, die Göderitz entworfen hatte. Im gleichen Jahr erhielt er in der Nachfolge des nach Berlin gewechselten Taut die offizielle Berufung zum Stadtbaurat. Unter seiner Leitung entstanden in Magdeburg moderne und stark beachtete städtebauliche Objekte, die die Stadt zum Teil noch heute prägen und Göderitz den Ruf einbrachten, einer der hervorragendsten Vertreter des Neuen Bauens zu sein. Seine Ideen veröffentlichte Göderitz 1927 in der Publikation „Magdeburg - Stadt des Neuen Bauwillens“. Im Oktober 1928 legte Göderitz einen Generalbebauungsplan und eine neue Stadtbauordnung für Magdeburg vor. Ab 1929 übernahm er auch das Dezernat für Theater und Orchester. 1930 gründete er den Magdeburger Verein für deutsche Werkkunst, dessen Vorsitzender er wurde. Im Jahre 1932 erarbeitete Göderitz ein Konzept für die Sanierung der Magdeburger Innenstadt.
Nach der Machtergreifung der Nationalsozialisten wurde Göderitz unter dem Vorwurf des Kulturbolschewismus am 15. Juni 1933 abgesetzt. Bis 1936 war er zunächst als freier Architekt in Magdeburg tätig. Von 1936 bis 1945 übernahm er die Geschäftsführung der Deutschen Akademie für Städtebau, Reichs- und Landesplanung in Berlin. In den Jahren 1939 und 1940 leitete er dort die Arbeitsgruppe Organische Stadterneuerung. 1943 und 1944 arbeitete er in der Landesplanungsgemeinschaft Mark Brandenburg.
Nach dem Ende des Zweiten Weltkriegs übernahm Göderitz von 1945 bis 1953 die Funktion eines Stadtbaurates in Braunschweig und leitete den Wiederaufbau der im Krieg stark zerstörten Stadt. Zudem lehrte er von 1945 bis 1950 als Honorarprofessor an der Technischen Hochschule Braunschweig Landesplanung, Städtebau und Wohnungswesen. Von 1960 bis 1962 war Göderitz Direktor des Instituts für Städtebau und Wohnungswesen an dieser Hochschule, bis 1970 außerdem Lehrbeauftragter für Raumordnung und Landesplanung.

## Ehrungen
1952 wurde Göderitz mit dem Verdienstkreuz (Steckkreuz) der Bundesrepublik Deutschland ausgezeichnet. Im Jahr 1953 erhielt er die Ehrendoktorwürde der Technischen Hochschule Berlin. Seit 1946 war er ordentliches Mitglied der Braunschweigischen Wissenschaftlichen Gesellschaft. Magdeburg ehrte ihn 1990 mit der Namensgebung der Johannes-Göderitz-Straße.
1978 wurde die Johannes-Göderitz-Stiftung gegründet. Diese vergibt jährlich nach Auslobung von Ideenwettbewerben zur Förderung studentischer und wissenschaftlicher Arbeiten in Architektur und Städtebau den Johannes-Göderitz-Preis.

## Bauten
- 1923 und 1927: städtisches Elektrizitätswerk in Magdeburg
- 1924: Ausstellungshalle „Land und Stadt“ (später gen. „Hermann-Gieseler-Halle“) in Magdeburg
- 1924–1926: Ausstellungsgelände Rotehornpark in Magdeburg, Elbinsel Rotehorn
- 1924–1925: Flugplatz auf dem Großen Cracauer Anger bei Magdeburg
- 1923–1926: Bauten auf dem Städtischen Vieh- und Schlachthof in Magdeburg: Kleinvieh-Markthalle (1923), Rinder-Markthalle (1924), Kesselhaus (1924), Erweiterung der Schweinemarkthalle (1926)
- 1924–1932: Hermann-Beims-Siedlung in Magdeburg-Stadtfeld West
- 1925: Apparatehaus des Gaswerks Neustadt
- 1925–1926: Volksschule Magdeburg-Rothensee, Windmühlenstraße
- 1925–1926: Umspannwerk in Magdeburg-Buckau
- 1926–1927: „Volksbad Magdeburg-Südost“ mit Bibliothek in Magdeburg-Salbke
- 1926–1927: Stadthalle Magdeburg auf der Elbinsel Rotehorn
- 1926–1927: Chirurgischer Pavillon (Haus 10) des Krankenhauses Sudenburg (heute Kinderklinik) in Magdeburg, Leipziger Straße
- 1928: Transformatorenstation Neue Neustadt in Magdeburg-Lübecker Straße
- 1928–1929: Volksschule in Magdeburg-Wilhelmstadt, Westring[1]
- 1928–1929: Versuchsschule Magdeburg-West
- 1929: zwei Straßenbahndepots in Magdeburg-Wilhelmstadt und Magdeburg-Buckau
- 1929–1930 Hautklinik (Haus 15) des Krankenhauses Sudenburg in Magdeburg-Sudenburg, Leipziger Straße, abgerissen[2]
- 1929–1930: Umspannwerk auf dem Industriegelände in Magdeburg-Rothensee
- 1929–1930: Volksbad Sudenburg
- 1929–1930: Kokerei-Anlage der Großgaserei Mitteldeutschland in Magdeburg
- 1930: Schauhaus der Gruson-Gewächshäuser in Magdeburg, Gasereistraße
- 1930–1932: Wasserwerk der Stadt Magdeburg in der Colbitz-Letzlinger Heide bei Colbitz
- 1932: „Erwerbslosensiedlung Lemsdorf I“ in Magdeburg-Lemsdorf, Am Eulegraben
- 1932: „Erwerbslosensiedlung Lemsdorf II“ in Magdeburg-Lemsdorf, Kreuzbreite
- 1932–1933: Volksschule in Magdeburg-Cracau

## Schriften
- Die gegliederte und aufgelockerte Stadt. Gemeinsam mit Roland Rainer und Hubert Hoffmann. Berlin 1945.
- Die gegliederte und aufgelockerte Stadt. Gemeinsam mit Roland Rainer und Hubert Hoffmann. Tübingen 1957.